# 주도홍
주도홍(朱燾洪, 1954년 2월 17일~)은 대한민국의 교수이자 목사이며 기독교통일학회를 창립하였다. 2019년 1월 1일 개혁교회 종교개혁500주년기념대회를 창립하고 현재 츠빙글리 기념학술대회의 대회장이다. 호는 송천 [松川]이다.

## 생애
주도홍은 백석대학교에서 역사신학 교수로서 서울 캠퍼스 부총장을 역임했다(1996-2019). 2006년 성경적 통일론을 확립하기 위해 크리스천을 중심으로한 기독교통일학회를 창립하여 4연임 회장을 역임하였다(2006-2014). 한국개혁신학회 회장을 역임하였다(2014-16). 아시아신학연맹(AEA) 신학위원장(2017-)이며, 대한예수교장로회 총회(백석) 남북위원장(2016-17)을 역임했다. 
그는 독일 개혁교회 경건주의 창시자 테오도르 운데어아익 연구로 독일 Ruhr Universitaet Bochum에서 학위(MagTheol, DrTheol)를 받은 권위자이다.  2019년에 츠빙글리의 종교개혁 500주년을 맞이하여 스위스 종교개혁 500주년 한국교회 기념사업을 제안하고 준비하였고, 오늘에 이르기까지 개혁교회 종교개혁500주년기념대회의 대회장이다. 종교 개혁가 요한 칼빈, 기독교 윤리학자 손봉호 박사, 그리고 교회사가 김명혁 박사로부터 큰 영향을 받았다.
가족으로는 아내로 정영숙 교수로 피아니스트이며 자녀로는 CEO인 주서형(David), 주한경(John) 목사 그리고 교사인 주지영(JiYoung)이 있다. 현재 국민일보 오피니언이다.백석대를 은퇴한 후, 총신대학교 초빙교수를 2024년 2월부로 마치고, 2024년 2월 1일 다시 백석대학교 초빙교수로 부름을 받아, 신학연구소 소장으로 일을 시작하였다.

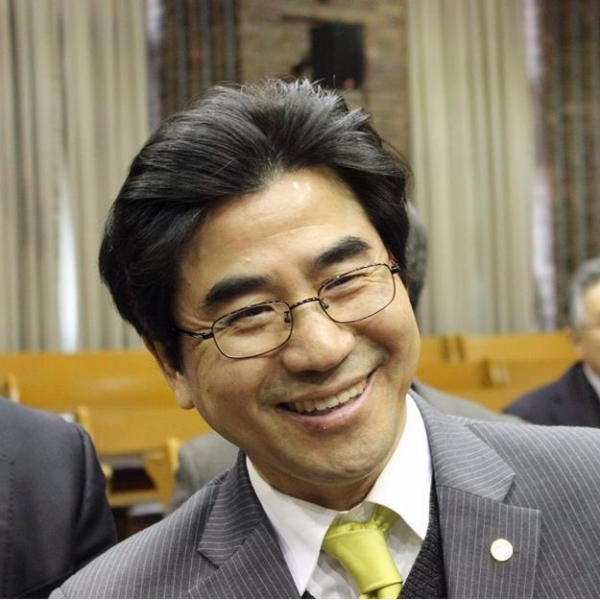
주도홍 박사, 백석대학교 부총장

## 학력
- 총신대학교, 문학사(B.A.)
- 총신대학교, 신학대학원 수학
- 독일 보훔 루르 대학교(Ruhr-Uni. Bochum) 신학석사(Mag.theol.)
- 독일 보훔 루르 대학교(Ruhr-Uni. Bochum) 신학박사(Dr.theol.)

## 경력
- 2014-16년 한국개혁신학회 회장
- 한국복음주의 역사신학회 부회장(1999-2001년)
- 서울제일교회(고신), 신반포교회(예장, 합동) 교육전도사
- 대전 한밭교회(고신) 교환목회(90년)
- 독일 도르트문트 제일교회 담임목회자(82-92년)
- 미국 시카고개혁교회(미국개혁교단 CRC) 담임목사(92-96년)
- 광주 아델리안교회 설교목사(합동, 약4년)
- 기독교북한선교회 연구위원(97-현재)
- 천안대 기독신대원 역사신학 주임교수(96-2001년)
- 천안대 기독신대원, 실천처장(교목실장)(98-2001년)
- 한국밀알 이사, 세계밀알 이사 및 운영위원(97-2001년)
- 한국개혁신학회 총무이사(99-2001년), 수석 협동총무
- 백석대학교 신학주임교수(2003-2006)
- 기독교 통일학회 회장(2006년-2014년)
- 백석신학연구소 연구위원(2006년-2007년)
- 기독교학술원 연구위원(2009- 현재)
- 백석(구,천안대학교)대학교, 학부 및 신학대학원 교수(96-현재)
- 기독신문 시론, 빛과 소금 시론, CGNTV 시론, 국민일보 종교개혁 500주년 연재
- 월간 프리칭 "교회사 속의 설교자들" 연재
- 유니 프레이어 닷컴(www.uniprayer.com):통일기독포털 공동대표(2009-11년)
- 극동방송 시사컬럼 담당(2009-12)
- 백석대 신학대학원 '목회와 신학' 트랙팀장(2012-13)
- 기독교통일학회 설립 및 회장(2006-2014)
- 백석대학교 기독교박물관장(2012-16)
- 대학원 역사신학 주임교수
- 한국개혁신학회 회장(2014-16)
- 현, 기독교통일학회 설립회장(2014-)
- 백석대학교 도서관장(2016-17)
- 백석대학교 부총장(2017-2019)
- 쥬빌리 통일기도회 상임위원
- 현, 아시아신학연맹(AEA) 신학위원장(2016-)
- 대한예수교장로회 총회 남북위원장(2016-18)
- 민주평통 자문위원(2020-)
- 현, 국제개발대학원, 교수(2020-현재)
- 총신대학교 초빙교수(2021-2024)
- 백석대학교 초빙교수, 신학연구소 소장(2024- )

## 저서
1. 페네라의 빵(수필집)
2. 독일 통일에 기여한 독일교회이야기
3. 통일, 그 이후
4. 설교
5. 개혁교회 경건주의
6. 새로 쓴 세계 교회사
7. 독일 경건주의
8. 하늘 비전의 사람들
9. 교회사 속의 설교자들
10. 통일로 향하는 교회의 길:
11. 삶을 역전시키는 기도
12. 개혁교회사
13. 칼빈의 구원론과 교회론
14. Theodor Undereyck und die Anfaenge des reformierten Pietismus, (Bochum 1994)(박사학위 논문 독일 출판)
15. 독일, 세계교회인물문헌 백과사전(BBKL) 논지 채택 제17권(pp.1439-43)
16. 독일 Wikipedia 전자 백과사전 등재(2009.5.5):"Theodor Undereyck(테오도르 운데어아익)"
17. 종교개혁 길 위를 걷다(공저, 두란노)
18. 처음 시작하는 루터와 츠빙글리(2019, 세움북스)
19. 한국교회를 빛낸 칼빈주의자들(2020, 공저, 킹덤북스)
20. 전염병과 마주한 기독교(2020, 공저, 다함)
21. 개혁신학의 뿌리 츠빙글리를 읽다 (2021, 세움북스)
22. 종교개혁자 츠빙글리의 삶과 개혁신학(2022, 공저, 킹덤북스)

## 번역 서
- 조나단 에드워즈의 신학
- 모짜르트 음악과 신앙의 만남
- 네 번째 동방박사 알타반
- 사도신경, 우리는 무엇을 믿는가

## 참고 문헌
- 영성의 현장을 찾아서 <제1편> "면죄부 대신 가난한 이웃 돕는 게 훨씬 더 가치 있다"
- CTS 뉴스 플러스, 통일준비한국교회 주도홍교수CTS 뉴스 2015.06.25. 13:37
- 백석대학교
- 네이버 인물정보
- 한국신학교육기관자료집(2008-2009), 전국신학대학협의회(KAATS) 2009

## 같이 보기
- 기독교통일학회
- 개혁교회 종교개혁500주년기념대회
- 한국개혁신학회
- 한국복음주의신학회
- 한국의 신학자 목록
- 개혁신학자